# Podbreg (gmina Vipava)
Podbreg – wieś w Słowenii, w gminie Vipava. W 2018 roku liczyła 94 mieszkańców.